# داریو سیویسکی
داریو سیویسکی (انگلیسی: Darío Siviski؛ زادهٔ ۲۰ دسامبر ۱۹۶۲) بازیکن فوتبال اهل آرژانتین است.
از باشگاه‌هایی که در آن بازی کرده‌است می‌توان به باشگاه اتلتیکو ایندپندینته، باشگاه فوتبال سروت ۱۸۹۰، باشگاه فوتبال استودیانتس، باشگاه فوتبال آویسپا فوکوئوکا، و باشگاه ورزشی سن لورنسو آلماگرو اشاره کرد.
وی همچنین در تیم ملی فوتبال آرژانتین بازی کرده‌است.